# سيليا ثاكستر
كانت سيليا ثاكستر (اسمها قبل الزواج لايتون 29 يونيو 1835 - 25 أغسطس 1894) شاعرة وكاتبة قصص أمريكية. عاشت معظم حياتها مع والدها في فندقه أبولودور في جزر شولز. وردت تفاصيل نشأتها حتى أصبحت كاتبة في سيرتها الذاتية المبكرة (التي نشرت في دورية سانت نيكولاس) وفي كتابها المعنون في جزر شولز. أصبحت ثاكستر واحدة من الكتّاب المفضلين في أمريكا في أواخر القرن التاسع عشر. ومن أشهر قصائدها «نورس البروغماستر» و«يكتنفه البر» و«الحلابة» و«البومة البيضاء العظيمة» و«الرفراف» و«طائر الطيطوي». كانت العديد من قصائدها الرومانسية موجهة إلى النساء مما جعل بعض الباحثين يعرّفوها باسم الشاعرة السحاقية. 

## المواضيع
اشتهرت العديد من قصائد ثاكستر بمواضيعها السحاقية، مثل قصيدة «أنشودتان» التي وجهتها إلى امرأة، وقد ضاهت فيها العاطفة الرومانسية الموجودة في سوناتا وارتون «الإيجار المميت»، التي وجهها إلى رجل. كثيرًا ما جمعت ثاكستر بين صور الطبيعة والرغبات الرومانسية في قصائدها؛ قالت مثلًا في قصيدة «وحيدة»: «أعطي روحي لأكون تلك الوردة التي لمستها يداها برقة شديدة».
وقد صورت ثاكستر الشاطئ البحري والجزر الصخرية التي تحيط بمنزلها، كما صور ويتيير المناظر اللطيفة المحيطة بالنهر الذي كان يقيم على ضفافه. ومثلما قيل إنه استنفذ الجمال الوصفي لميراماك، يبدو أن ثاكستر أيضًا لم تترك شيئًا لم تصفه من الملامح المتنوعة للمحيط الذي كانت تنبض أمواجه دومًا تحت قدميها. ومع اهتمامها الدقيق بالتفاصيل؛ وملاحظاتها الأكثر حساسية لظلال الاختلاف؛ وإحساسها المرهف بالتغيرات المناخية والجوية؛ يمكن وصفها بأنها واقعية في رسم الكلمات، لكنها أظهرت في الوقت نفسه توهج الانطباعية وخيالاتها. وهكذا، أظهر فنها مزيجًا حيويًا من المدرستين. ومن المؤكد أنه لا أحد يستطيع قراءة قصائدها إلا ويقتنع يقينًا أنها قد رأت بأم عينها ما وصفته. ثمة شيء أبعد من مجرد دقة تصويرية لملاحظ متمرس، ويمكن ملاحظة ذلك حتى في أبسط قصائدها. رأت ثاكستر شيئًا أكثر من مجرد الأشكال الخارجية للطبيعة، ومهما كان مقدار سرورها بهذه الأشكال، لم يكن هدفها الوحيد نقل هذه الصور للآخرين فقط بل إنها أدركت الروح النشطة الموجودة ضمن ووراء هذه الأشكال. هذه الصفة المميزة هي التي أعطت القيمة الكبرى لصورها عن البحر والشاطئ.
ولأن ثاكستر كتبت بتميز عن البحر، فقد ظن النقاد، بسبب مخيلتها التصويرية، أنها لم تكتب عن شيء آخر أبدًا. لم يكن هذا صحيحًا، إذ لم تقتصر قصائدها على البحر فقط، بل كان هناك العديد من القصائد مثل «قفاز باهت» و«احتجاج» و«بيكولا»، بالإضافة إلى العديد من القصائد التي تصور اليابسة؛ فضلًا عن قصائدها الموسيقية عن بيتهوفن والعديد من مؤلفي الموسيقا العظماء الآخرين.
كانت ثاكستر سعيدة كونها كسبت، وفي مرحلة مبكرة جدًا من نشاطها الأدبي، التعاطف والإعجاب من بعض أفضل الكتاب والنقاد في تلك الفترة. كان الباحث توماس وينتوورث هيغنسون من أكثر معجبيها حماسة، إذ كان عاشقًا للبحر أيضًا وأحد أكثر الحكام كفاءة في نقد تصوير المحيط في أدبيات تلك الفترة. ولم يتمكن من اكتشاف أي نقص في التنوع في أعمالها. وسيلاحظ الذين يدرسون أعمالها ككل أنه بالكاد يوجد فكرة معنوية معينة، أو مغزى ملموس عن الأخلاق، أو عاطفة بشرية. لم يكن ذلك موضوع كتاباتها ولكنها تطرقت إليه صراحة بصورة أو بأخرى.

## النمط
تسود الصورة في كتابات ثاكستر النثرية، مع وجود بعض الاستثناءات الملحوظة. بشكل عام، ثمة اتجاه أخلاقي خفي يظهر بشكل أو بآخر في جميع نتاجاتها الأدبية، سواء أكانت نثرًا أو شعرًا. كتبت بعض القصائد الرائعة للأطفال ومزجت مزجًا فاتنًا بين الفكرة التعليمية والمناظر الطبيعية والعواطف ونقلت الدرس المقصود بشكل غير واضح ودون إثارة النفور الطبيعي عند الأطفال من مسألة «الأخلاق».